# Osteochilus
Az Osteochilus  a csontos halak (Osteichthyes) főosztályának sugarasúszójú halak (Actinopterygii)  osztályába, a pontyalakúak (Cypriniformes) rendjébe, a pontyfélék (Cyprinidae) családjába, és az Labeoninae alcsaládjába tartozó nem.

## Rendszerezés
A nemhez az alábbi fajok tartoznak.
- Osteochilus hasseltii (Valenciennes, 1842)
- Osteochilus vittatus (Valenciennes, 1842)
- Osteochilus microcephalus (Valenciennes, 1842)
- Osteochilus kahajanensis (Bleeker, 1857)
- Osteochilus kappenii (Bleeker, 1857)
- Osteochilus melanopleurus (Bleeker, 1852)
- Osteochilus nashii (Day, 1869)
- Osteochilus schlegelii (Bleeker, 1851)
- Osteochilus spilurus (Bleeker, 1851)
- Osteochilus thomassi (Day, 1877)
- Osteochilus triporos (Bleeker, 1852)
- Osteochilus waandersii (Bleeker, 1852)
- Osteochilus borneensis (Bleeker, 1857)
- Osteochilus enneaporus (Bleeker, 1852)
- Osteochilus kelabau (Popta, 1904)
- Osteochilus bellus (Popta, 1904)
- Osteochilus brachynotopteroides (Chevey, 1934)
- Osteochilus chini (Karnasuta, 1993)
- Osteochilus harrisoni (Fowler, 1905)
- Osteochilus intermedius (Weber & de Beaufort, 1916)
- Osteochilus ingeri (Karnasuta, 1993)
- Osteochilus kuekenthali (Ahl, 1922)
- Osteochilus lini (Fowler, 1935)
- Osteochilus repang (Popta, 1904)
- Osteochilus salsburyi (Nichols & Pope, 1927)
- Osteochilus sondhii (Hora & Mukerji, 1934)
- Osteochilus pentalineatus (Kottelat, 1982)
- Osteochilus sarawakensis (Karnasuta, 1993)
- Osteochilus longidorsalis (Pethiyagoda & Kottelat, 1994)
- Osteochilus partilineatus (Kottelat, 1995)
- Osteochilus striatus (Kottelat, 1998)
- Osteochilus jeruk (Hadiaty & Siebert, 1998)
- Osteochilus serokan (Hadiaty & Siebert, 1998)
- Osteochilus bleekeri (Kottelat, 2008)
- Osteochilus kerinciensis (Tan & Kottelat, 2009)
- Osteochilus flavicauda (Tan & Kottelat, 2009)